# Sven-Erik Höjland
Sven-Erik Höjland, född 17 april 1922 i Bollnäs, död 14 november 1978, var en svensk målare.
Höjland studerade konst vid olika målarskolor i Malmö och under studieresor i utlandet. Han var en mycket produktiv konstnär och har fått sin konst spridd över hela Sverige. Hans konst består av sommar och vinterlandskap, skånska motiv från gamla gårdar i en naturalistisk stil. 